# چیریگوآنا
چیریگوآنا (به اسپانیایی: Chiriguaná) یک سکونتگاه مسکونی در کلمبیا است که در بخش سزار واقع شده‌است.

## خصوصیات
چیریگوآنا ۲۱٬۴۹۴ نفر جمعیت دارد.